# Raoul Le Mouton de Boisdeffre

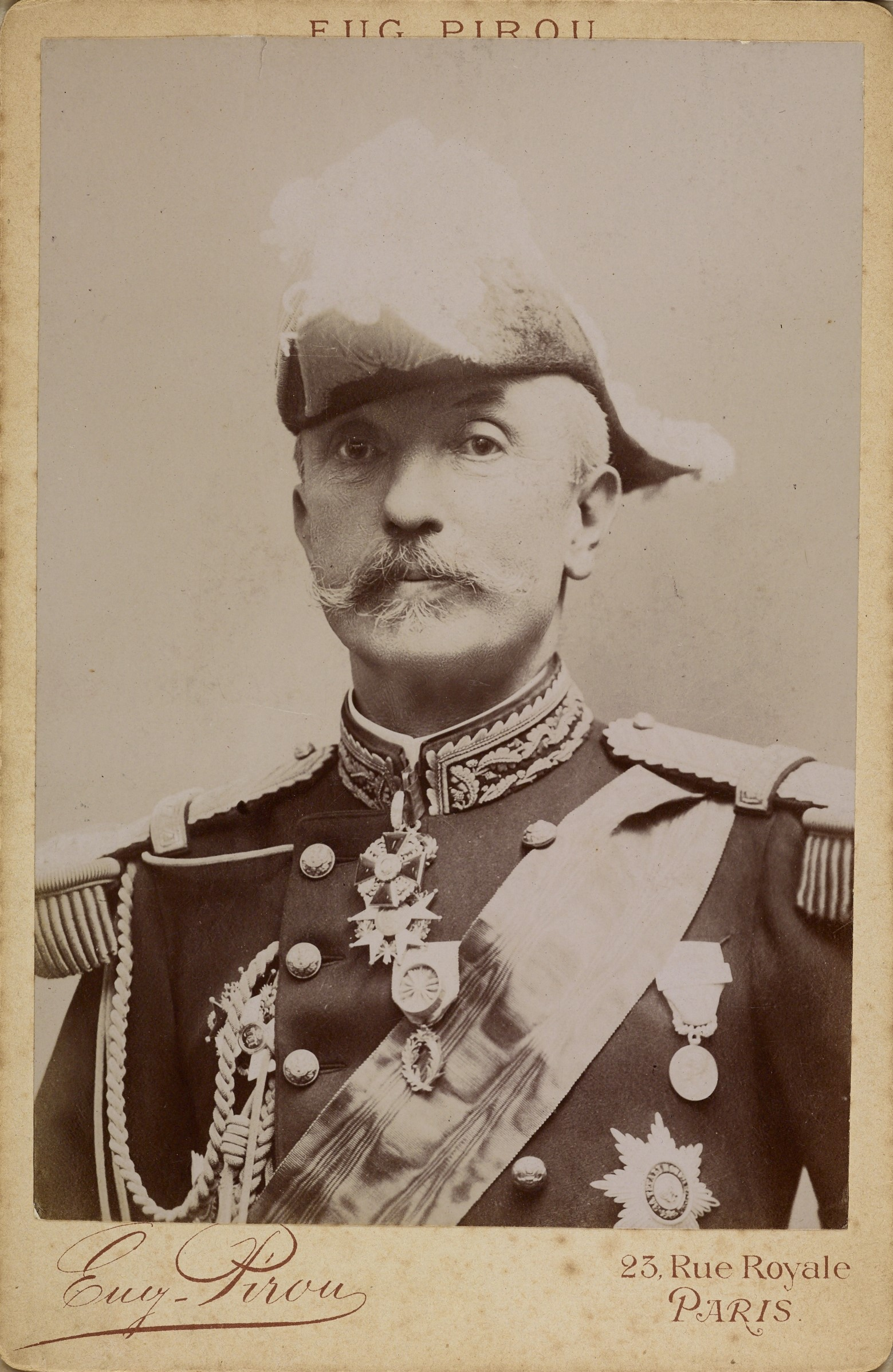
El General de Boisdeffre.

Raoul François Charles Le Mouton de Boisdeffre, (Alençon, 1839 - París, 1919) fue un militar francés.
Hijo de Adolphe Le Mouton de Boisdeffre y de Elisa Bauny de Récy, Raoul de Boisdeffre se desempeñaría desde muy joven en la carrera militar y se alistó en la Escuela Superior Militar en 1858. Nombrado subteniente del 31.º regimiento de infantería de línea en 1860, sigue el curso del Cuerpo de Estado Mayor en 1863.
Promovido capitán del 48.º regimiento de infantería de línea en 1866, sirve en Argelia bajo las órdenes del general Antoine Chanzy, de 1865 a 1867, posteriormente de 1868 a 1870.
En 1870, después de una corta y desastrosa campaña bajo las órdenes del general Joseph Vinoy, retorna a París asediado. Comprobando la inutilidad de la defensa de la ciudad, pide reunirse a Chanzy y al ejército del Loire y es enviado a misión con el balón «Lavoisier» por el gobernador de París, el general Louis Jules Trochu, cerca del gobierno de la defensa nacional.
En calidad de jefe de batallón, sigue al general Chanzy, gobernador de Argelia de 1873 a 1879. Es mantenido cerca de Chanzy cuando es nombrado teniente coronel en 1878. Posteriormente lo nombran embajador de Francia en Rusia. Ocupa allí las funciones de agregado militar de 1879 a 1882 y conoce al general Nicolas Obroutchev con quien traba amistad.
Coronel en 1882, luego General de Brigada en 1887, es uno de los más jóvenes brigadieres de su generación.
A la muerte de Chanzy en 1883, retorna como subjefe de Estado Mayor General del general de Miribel con cual trabaja en la elaboración del plan XIII y en la alianza con Rusia, el cual debía permitir sacar Francia de su completo aislamiento diplomático. Nombrado al mando de una división, es llamado en 1890 por causa de la muerte súbita de Miribel, como jefe de Estado Mayor General del ejército.
Bajo el control parcial del Ministerio de Asuntos Exteriores, continúa la línea de Miribel, negocia con su homólogo ruso Nicholas de Giers y firma con Obroutchev el acuerdo militar secreto que da origen a la Alianza franco-rusa.
En 1896, es nombrado embajador extraordinario al coronamiento de Nicolás II de Rusia, donde negocia el robustecimiento de la Alianza (todavía secreta en aquella época) y una visita oficial del Zar a Francia (octubre de 1896).
Más preocupado de la diplomacia que del funcionamiento interno de su servicio, lo sobrepasó el Caso Dreyfus. Al descubrimiento del «falso Henry», en 1898, dimite y se retira de la vida pública. Sólo los oficiales rusos, incluido Nicolas II que le recibe dos veces en el momento de sus viajes a Francia, le conservaron un papel semioficial.